# Albert H. Rooks

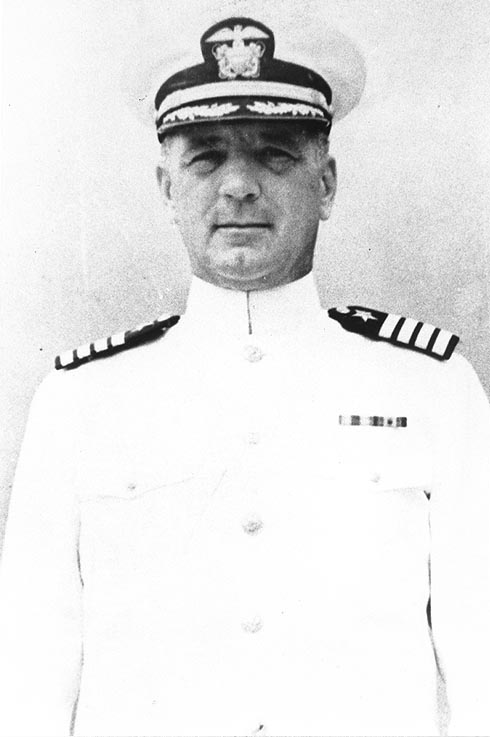
Albert H. Rooks.

Albert Harold Rooks (Colton Washington, 29 de diciembre de 1891 - 1 de marzo de 1942), fue un oficial de los Estados Unidos, participó en la Segunda Guerra Mundial y recibió la Medalla de Honor a título póstumo.
El 13 de julio de 1910 entró a la Academia Naval de los Estados Unidos como un aspirante a oficial de marina, se graduó el 6 de junio de 1914. Durante los siguientes 7 años, incluyendo los años de la Primera Guerra Mundial, sirvió en varios barcos, entre ellos: el USS West Virginia, y el USS St. Louis. Fue comandante de los submarinos: USS Pike, USS B-2, USS F-2, and USS H-4. El 1 de julio de 1940 fue ascendido a capitán.
En 1941 tomó el mando de crucero USS Houston, pero murió en la batalla del estrecho de la Sonda. Después de morir se le otorgó la Medalla de honor por su heroísmo extraordinario, valor destacable, valentía en acción y servicio destacado en la línea de su profesión como comandante del crucero USS Houston, durante el periodo del 4 al 27 de febrero de 1942, cuando fuerzas enemigas atacaron el crucero.
En 1944, el destructor USS Rooks, fue bautizado en su honor.
- Datos: Q3471193
- Multimedia: Albert Harold Rooks / Q3471193